# Aleksandr Bolsjoenov
Aleksandr Aleksandrovitsj Bolsjoenov (Russisch: Александр Александрович Большунов) (Podyvotje, 31 december 1996) is een Russische langlaufer. Hij nam onder olympische vlag deel aan de Olympische Winterspelen 2018 in Pyeongchang en de Olympische Winterspelen 2022 in Peking.

## Carrière
Op de wereldkampioenschappen langlaufen 2017 in Lahti eindigde Bolsjoenov als vijftiende op de 30 kilometer skiatlon en als 26e op de sprint. Bij zijn wereldbekerdebuut, in maart 2017 in Drammen, scoorde de Rus dankzij een negende plaats direct wereldbekerpunten. In november 2017 stond hij in Kuusamo voor de eerste maal in zijn carrière op het podium van een wereldbekerwedstrijd. Tijdens de Olympische Winterspelen van 2018 in Pyeongchang veroverde Bolsjoenov de zilveren medaille op de 50 kilometer klassieke stijl en de bronzen medaille op de sprint. Samen met Denis Spitsov sleepte hij de zilveren medaille in de wacht op de teamsprint, op de estafette legde hij samen met Andrej Larkov, Aleksej Tsjervotkin en Denis Spitsov beslag op de zilveren medaille. Op 17 maart 2018 boekte de Rus in Falun zijn eerste wereldbekerzege.
In Seefeld nam hij deel aan de wereldkampioenschappen langlaufen 2019. Op dit toernooi veroverde hij de zilveren medaille op zowel de 30 kilometer skiatlon als de 50 kilometer vrije stijl, daarnaast eindigde hij als achtste op de 15 kilometer klassieke stijl en als elfde op de sprint. Samen met Gleb Retivych sleepte hij de zilveren medaille in de wacht op de teamsprint, op de estafette behaalde hij samen met Andrej Larkov, Aleksandr Bessmertnych en Sergej Oestjoegov de zilveren medaille. In het seizoen 2019/2020 won Bolsjoenov zowel de algemene wereldbeker als de Tour de Ski. Op de wereldkampioenschappen langlaufen 2021 in Oberstdorf werd hij wereldkampioen op de 30 kilometer skiatlon, daarnaast veroverde hij de zilveren medaille op de 50 kilometer klassieke stijl en eindigde hij als vierde op zowel de sprint als de 15 kilometer vrije stijl. Samen met Aleksej Tsjervotkin, Ivan Jakimoesjkin en Artjom Maltsev sleepte hij de zilveren medaille in de wacht op de estafette, op de teamsprint behaalde hij samen met Gleb Retivych de bronzen medaille. In het seizoen 2020/2021 prolongeerde de Rus de eindzege in zowel de algemene wereldbeker als de Tour de Ski.
Op 13 februari 2022 won hij in een team met Sergej Oestjoegov, Aleksej Tsjervotkin en Denis Spitsov, goud op de 4x10 km estafette tijdens de Olympische Winterspelen in Peking.

## Resultaten

### Olympische Winterspelen
| Jaar | Plaats      | Onderdeel                                                                                       |
| ---- | ----------- | ----------------------------------------------------------------------------------------------- |
| 2018 | Pyeongchang | Sprint (klassieke stijl) · 50 km klassieke stijl · Teamsprint (vrije stijl) · 4×10 km estafette |
| 2022 | Peking      | 30 km skiathlon · 50 km vrije stijl · 4x10 km estafette · 15 km klassieke stijl · Teamsprint    |

### Wereldkampioenschappen
| Jaar | Plaats     | Resultaten |
| ---- | ---------- | --- |
| 2017 | Lahti      | 26e Sprint (vrije stijl) 15e 30 km skiatlon                                                                                                 |
| 2019 | Seefeld    | 11e Sprint (vrije stijl) · 8e 15 km klassieke stijl · 30 km skiatlon · 50 km vrije stijl · Teamsprint (klassieke stijl) · 4×10 km estafette |
| 2021 | Oberstdorf | 4e Sprint (klassieke stijl) · 4e 15 km vrije stijl · 30 km skiatlon · 50 km klassieke stijl · Teamsprint (vrije stijl) · 4×10 km estafette  |

### Wereldbeker
| Legenda | Legenda            |
| ------- | ------------------ |
| TdS     | Tour de Ski        |
| NO      | Nordic Opening     |
| LT      | Lillehammer Triple |
| RT      | Ruka Triple        |
| WBF     | Wereldbekerfinale  |
| STC     | Ski Tour Canada    |
| ST      | Ski Tour           |

Eindklasseringen
| Seizoen   | Algm   | DI   | SP    | TdS  |
| --------- | ------ | ---- | ----- | ---- |
| 2016/2017 | 100e   | –    | 49e   | –    |
| 2017/2018 | 5e     | 9e   | 6e    | 6e   |
| 2018/2019 | Zilver | Goud | 5e    | 5e   |
| 2019/2020 | Goud   | Goud | 6e    | Goud |
| 2020/2021 | Goud   | Goud | Brons | Goud |

Wereldbekerzeges
| Datum            | Plaats                | Onderdeel                                 |
| ---------------- | --------------------- | ----------------------------------------- |
| 17 maart 2018    | Falun                 | 15 km klassieke stijl (massastart) WBF    |
| 18 maart 2018    | Falun                 | Wereldbekerfinale                         |
| 24 november 2018 | Kuusamo               | Sprint (klassieke stijl)                  |
| 25 november 2018 | Kuusamo               | 15 km klassieke stijl                     |
| 17 februari 2019 | Cogne                 | 15 km klassieke stijl                     |
| 9 maart 2019     | Oslo                  | 50 km klassieke stijl (massastart)        |
| 17 maart 2019    | Falun                 | 15 km vrije stijl                         |
| 7 december 2019  | Lillehammer           | 30 km skiatlon                            |
| 1 januari 2020   | Toblach               | 15 km klassieke stijl (handicapstart) TdS |
| 5 januari 2020   | Tour de Ski 2019/2020 | Tour de Ski 2019/2020                     |
| 18 januari 2020  | Nové Město            | 15 km vrije stijl                         |
| 19 januari 2020  | Nové Město            | 15 km klassieke stijl (handicapstart)     |
| 25 januari 2020  | Oberstdorf            | 30 km skiatlon                            |
| 9 februari 2020  | Falun                 | 15 km vrije stijl (massastart)            |
| 22 februari 2020 | Meråker               | 34 km vrije stijl (massastart)            |
| 8 maart 2020     | Oslo                  | 50 km klassieke stijl (massastart)        |
| 13 december 2020 | Davos                 | 15 km vrije stijl                         |
| 2 januari 2021   | Val Müstair           | 15 km klassieke stijl (massastart) TdS    |
| 3 januari 2021   | Val Müstair           | 15 km vrije stijl (handicapstart) TdS     |
| 5 januari 2021   | Toblach               | 15 km vrije stijl TdS                     |
| 6 januari 2021   | Toblach               | 15 km klassieke stijl (handicapstart) TdS |
| 8 januari 2021   | Val di Fiemme         | 15 km klassieke stijl (massastart) TdS    |
| 10 januari 2021  | Tour de Ski 2020/2021 | Tour de Ski 2020/2021                     |
| 29 januari 2021  | Falun                 | 15 km vrije stijl                         |
| 30 januari 2021  | Falun                 | 15 km klassieke stijl (massastart)        |
| 13 maart 2021    | Engadin               | 15 km klassieke stijl (massastart)        |
| 28 november 2021 | Kuusamo               | 15 km vrije stijl (handicapstart)         |